# Gefrorener
Als Gefrorene (Gefrorne) bzw. Feste wurden im Aberglauben des späten Mittelalters und der frühen Neuzeit, vor allem aber während des Dreißigjährigen Krieges vermeintlich Unverwundbare bezeichnet.
Durch das „teuflische“ Zauberwerk des Festmachens („Gefrorenmachens“) wurde man angeblich gegenüber gewöhnlichen Waffen (Feuerwaffen mit gewöhnlichen Kugeln oder Hieb- und Stichwaffen) unverwundbar („gefroren“). Dieser Zauber konnte nur durch Gegenzauber aufgehoben werden. Ein Gefrorener konnte daher nur durch eine silberne bzw. gläserne Kugel, eine hölzerne Keule oder sonstige besonders „geweihte“ Waffen getötet werden. Anderen Vorstellungen zufolge endete die Unverwundbarkeit nach einer bestimmten Zeit oder einfach dann (bzw. nur dann), wenn es dem Teufel so beliebte.

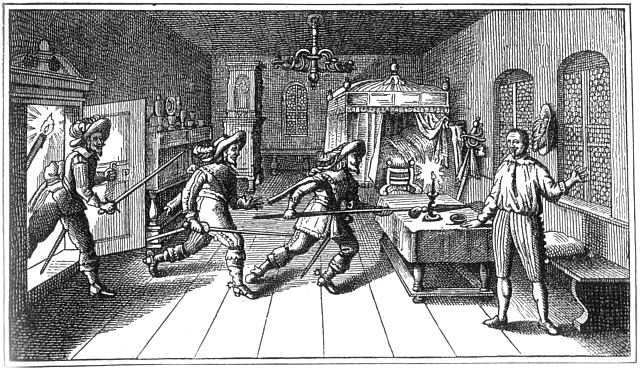
Wallenstein, der als „Gefrorener“ galt, tötete man mit einer angeblich in geweihtes Wasser getauchten Lanze

Zu den Gfrörern („Gefrorenmachern“) zählten vor allem Mitglieder des fahrenden Volkes und Schwarzkünstler. Als Gefrorene wurden u. a. die Söldnerführer und Feldherren Wallenstein, Johann T’Serclaes von Tilly, Peter Ernst II. von Mansfeld, Hans Philipp Fuchs von Bimbach, Johann von Sporck, Peter Melander von Holzappel, Gottfried Heinrich zu Pappenheim, Heinrich von Holk angesehen, aber auch Gustav II. Adolf von Schweden, Leopold I. von Anhalt-Dessau, genannt Der alte Dessauer, Friedrich II. von Preußen sowie überhaupt das gesamte Haus Hohenzollern, das gesamte Haus Savoyen, die aufständischen oberösterreichischen Bauern unter Ahas Willenger oder sogar Papst Alexander VII.

„Ja, daß er fest ist, das ist kein Zweifel; denn in der blut’gen Affair bei Lützen ritt er euch unter des Feuers Blitzen auf und nieder mit kühlem Blut. Durchlöchert von Kugeln war sein Hut,
durch den Stiefel und Koller fuhren die Ballen, man sah die deutlichen Spuren; konnt’ ihm keine die Haut nur ritzen, weil ihn die höllische Salbe thät schützen.“

„Er ist fest gegen Schuß und Hieb! Er ist gefroren, mit der Teufelskunst behaftet. Sein Leib ist undurchdringlich, sag ich Dir… In Ingolstadt war auch so einer, dem war die Haut so fest wie Stahl; man mußt ihn zuletzt mit Flintenkolben niederschlagen… Schwert und Pike tauchen in geweihtes Wasser und einen kräft’gen Segen drüber sprechen, das ist bewährt, hilft gegen jeden Bann.“